# Pauline Atherton Cochrane
Pauline Atherton Cochrane (2 de diciembre de 1929-Arthur, Illinois, 29 de julio de 2024) fue una documentalista e informatóloga estadounidense. Sus investigaciones en el campo de la Información y Documentación Científica se centra en el análisis y evaluación del lenguaje natural vs lenguaje controlado en recuperación de información.

## Biografía
Pauline Atherton estudió bachiller en ciencias sociales en el Illinois College de Jacksonville (Illinois, EE. UU.) y, nada más terminar (en 1951), se puso a trabajar como indizadora en el centro de documentación de una empresa de aditivos alimenticios. Fruto de su trabajo, estudió Biblioteconomía en el Rosary College (actual Dominican University), licenciándose en 1954. Comienza a trabajar en el servicio de referencia de la Biblioteca Pública de Chicago y se doctora en Documentación en la Universidad de Chicago en 1957. En esta universidad también impartirá clases de Biblioteconomía y en 1960 participa en la edición de la Enciclopedia Mundial del Libro. También comienza a colaborar con el Instituto Americano de Documentación (actual American Society of Information Science).
En 1961, cambia de centro de trabajo, fichando por el Instituto Americano de Física, y comienza su labor investigadora, centrada primero en tratamiento y procesamiento automático de información y documentación en ciencias físicas. Atherton, como subdirectora del departamento de Documentación, mejoró los equipos de trabajo de indización y resumen, diseñando un sistema aplicado a la información en física. Hasta entonces, este instituto utilizaba la base de datos Chemical Abstract, aplicada a la química. Pauline Atherton consiguió crear un sistema automatizado capaz de recuperar artículos por tema, país, idioma y revista.
Después, al abandonar dicho centro para recalar como profesora en la Universidad de Siracusa en 1966, amplió sus investigaciones a los catálogos en línea, sistemas de recuperación de información y, sobre todo, a análisis y evaluación de lenguajes documentales como sistemas de clasificación, tesauros... 
Participa como consultar externa para la UNESCO en la elaboración del programa UNISIST. También organizó numerosos seminarios y grupos de investigación; de especial importancia fue el que organizó junto a Phyllis Richmond para difundir la clasificación colonada creada por el bibliotecario indio Ranganathan, llamado Classification Research Study Group (CRSG). 
En 1971 fue presidenta de la American Society of Information Science. También fue miembro de la American Library Association y la American Society for Indexers.
Se jubila en 1986.

## Investigaciones en lenguaje natural Vs lenguaje controlado
Pauline Atherton Cochrane, entre 1967 y 1968, creó y dirigió el primer laboratorio informático para estudios en Biblioteconomía, Documentación e Información, llamado Library Education Experimental Project, donde poder llevar a cabo experimentos de corte empírico. Estuvo asociado con el formato MARC 21, por entonces el único catálogo automatizado, con lo que también trabajó mucho con Henriette Avram.
En una investigación pionera, Atherton Cochrane junto al Robert R. Freeman realizó en 1968 el primer sistema de búsqueda bibliográfico en línea utilizando un sistema de clasificación (concretamente, la CDU). Pare llevarlo a cabo, crearon un fichero con los números de física nuclear en la CDU con sus descripciones, referencias y notas; y por otro, elaboraron otro fichero bibliográfico donde los números de la CDU forman un registro de índice de los ítems bibliográficos. Para realizar las búsquedas emplearon el sistema de recuperación AUDACIOUS, donde los usuarios introducían sus estrategias de búsqueda en lenguaje natural o mediante nomenclatura CDU. Las investigaciones arrojaron como resultado que los sistemas de clasificación eran buenos para recuperar información en entornos automatizados.
Pauline Atherton experimentó con catálogos compartidos de las bibliotecas de EE. UU., intercalando términos del lenguaje libre (extraídos de los libros, es decir, tras una indización libre) con términos normalizados por los bibliotecarios (es decir, indización controlada), consiguiendo mejores resultados en las búsquedas muy específicas. Atherton demostró que las búsquedas en lenguaje natural tenían mayor exhaustividad y precisión cuando se tratarán de temas demasiado específicos y que, por tanto, los sistemas tradicionales de clasificación se muestran demasiado rígidos. Así pues, Atherton se muestra inclinada a emplear un sistema híbrido entre ambos lenguajes.
Fruto de estos investigaciones empíricas, también realizó una fecunda labor teórica sobre la indización, a la que definió como un proceso de identificación y asignación de rubras, descriptores o encabezamientos de materia relativas a un documento, de modo que su contenido sea conocido y el índice creado pueda ayudar a recuperar elementos de información.
Mención aparte, merecen sus técnicas pedagógicas, basada en el uso de métodos audiovisuales y entornos automatizados.

## Premios y publicacions
La UNESCO editó en 1968 una obra de Atherton, fundamental en Documentación titulada Manual para sistemas y servicios de infórmación, traducido a numerosos idiomas. En 1975, la organización volvió a editor otro libro suyo titulado Guidelines for the organization of training courses, workshops and seminars in scientific and technical information and documentation. Otras obras suyos son, entre otras:
- Putting knowledge co work: lectures on libmry automation and camlog use (1973)
- BOOKS are for use, Final report of the Subjec[ Access Project to the Council on Libmry Resourcew (1978)
- Online searching of ERIC: impact of free text or controlled vocabulary searching on design of the ERIC data base (1979)

En 1986 recibió el Premio Ranganathan y en 1990 recibió el Premio ASIST al Mérito Académico.